# Niklas Skoog
Jan Niklas Skoog, född 15 juni 1974 i Lundby församling i Göteborg, är en svensk före detta fotbollsspelare (anfallare), segrare av Allsvenskans skytteliga 1995 och 2003.

## Klubbkarriär
Skoog debuterade i allsvenskan 1991 för Västra Frölunda IF och blev allsvensk skyttekung säsongen 1995. Det kanske mest anmärkningsvärda med hans skytteligaseger är att Frölunda samtidigt slutade sist i tabellen och åkte ur Allsvenskan.
Efter flera lyckade säsonger i Allsvenskan värvades Skoog 1996 av MSV Duisburg som säsongen innan vunnit 2. Fußball-Bundesliga och gått upp i Fußball-Bundesliga 1996/1997. Här stannade han i två säsonger men gjorde endast 3 mål på 30 matcher.
Inför Fußball-Bundesliga 1998/1999 värvades Skoog till 1. FC Nürnberg som under hans första säsong i klubben degraderades till 2. Fußball-Bundesliga. Efter en säsong i den tyska andraligan återvände Skoog till Allsvenskan där han inför säsongen 2000 hade värvats av Örebro SK. Comebacken blev lyckad vilket ledde till att han i juli 2001 köptes av Malmö FF som en tänkt ersättare till Zlatan Ibrahimović som sålts till AFC Ajax.
Under säsongen 2003 blev Skoog allsvensk skytteligavinnare på nytt. Säsongerna 2005 och 2006 kantades dock av skador varpå endast Skoog endast spelade ett fåtal matcher. Halvvägs in i säsongen 2008 lånades han ut till Mjällby AIF. Skoog avslutade karriären i mars 2009 efter att ha blivit utesluten ur Malmö FF:s trupp.
Säsongen 2010 spelade han för BK Näset i division 5.

## Meriter
- Landslagsspelare
- Svensk mästare 2004
- Allsvensk skyttekung 1995 och 2003

## Seriematcher / mål
- 1995: 17 mål
- 1996:
- 1997:
- 1998:
- 1999:
- 2000: 16 / 10
- 2001: 22 / 8, varav 13 / 5 (i Örebro SK) och 9 / 3 (i Malmö FF)
- 2002: 23 / 9
- 2003: 23 / 22
- 2004: 25 / 8
- 2005: 4 / 1
- 2006: 2 / 0
- 2007: 16 / 5
- 2008: 23 / 6, varav 10 / 1 (i MFF) och 13 / 5 (i Mjällby)

### Webbkällor
- Lista på landskamper, svenskfotboll.se, läst 2013 01 29
- Niklas Skoog på Sportklubben.net (statistik från Skoogs tid i Örebro SK)
- Niklas Skoog på Svenska Fotbollförbundets webbplats